# Victor Știrbețiu
Victor Știrbețiu (n. 3 august 1894, Dealu Frumos, Mureș, România – d. 1975, Sighișoara, Mureș, România) a fost un avocat, om politic, membru marcant al PNL, prefect de Sighișoara în perioada interbelică, primul ctitor civil menționat al Catedralei Ortodoxe Sighișoara, deținut politic, deportat în Bărăgan.
Părinții săi au fost Ilie Știrbețiu (17.01.1864 - 23.04.1923), primul primar român numit după 1918 la Dealu Frumos, și Ana, născută Savu (16.08.1866 - 28.01.1942). A avut un singur fiu, Doru Victor Iancu, stabilit la Cluj.